# 中中和华华
中中和华华分别出生于2017年11月27日与2017年12月5日，是两只基因完全相同的食蟹獼猴。二者是由體細胞核移植（somatic cell nuclear transfer，简称SCNT）产生，相同的克隆技术也被用来产生克隆羊多利。中中和华华是由此技术克隆的首批灵长目生物。不同于此前克隆猴子的尝试，克隆体的细胞核来自于胎儿细胞（fetal cell），而非胚胎细胞（embryonic cell）。 两只食蟹猕猴均出生于中国科学院上海神经科学研究所。

## 背景
自首只克隆哺乳动物克隆羊多利在1996年以体细胞核移植克隆技术产生后，全球共有23种哺乳类动物被成功克隆，其中包括牛、猫、狗、马、老鼠等。然而这项技术在灵长类动物上的尝试尚未成功过，没有任何一实验体的在受孕母体内存活超过80天。
首只被人工克隆的灵长目动物是出生于1999年10月的Tetra，她是是一只雌性的普通獼猴，是由俄勒冈国家灵长目研究中心的Gerald Schatten带领的团队，使用一种不同于SCNT的技术——胚胎分离技术（embryo splitting）产生的，但产生她的技术步骤难度远远小于用来产生中中和华华的DNA转移技术。

### 技术难点
据《科学美国人》杂志介绍，使用SCNT技术克隆猴的主要难点可能在于被转移的细胞核并没有很好地编程，以致於難以促進胚胎生长。
上海纽约大学（New York University Shanghai）的方刚表示，研究人员除需要替换DNA序列之外，还须保证其DNA序列的表达数量与表达时间相协调，操作难度极大。
而据实验的通讯作者孙强自己总结，克隆猴有三项技术难点：1）细胞核难识别因而难去除；2）卵细胞提前激活使得克隆程序正常启动失败；3）体细胞克隆胚胎难以正常发育，效率低下。

## 过程
中中和华华由中国科学院上海神经科学研究所刘真、孙强和蒲慕明等人的科研团队创造。
他们从流产的胎儿猴的成纤维细胞中提取出细胞核，并将之插入进移除细胞核后的卵细胞中。团队用了两种酶来消除在要被转移入卵细胞中的原体细胞细胞核的表观遗传记忆（epigenetic memory）。这一关键步骤使得研究者得以克服至今为止克隆灵长目动物的主要障碍。
罗斯林研究所科学家威廉·里奇在一份声明中指出，尽管与当年他的团队克隆“多利”的技术相似，但成功克隆猴的团队在借助设备定位移除细胞核等技术细节方面有所更新，取得了成功的结果。
他们将21个这样处理的卵细胞放入代孕母猴体内，其中有6只母猴成功受孕，2只最终生产出活的食蟹獼猴。两只成功诞下的猴子被命名为中中和华华，其合称“中华”是中国的代称之一。
2018年1月25日，孙强告诉香港文汇报记者，第三只克隆猴预计于1月底诞生。
尽管实验现阶段成功率仍然很低，但是这类模式在未来仍然可以改进以增加存活率。相比而言，1996年成功克隆出多利的位于蘇格蘭的团队尝试了277次却也只得到一只羊羔。
此外，培育出“中中”和“华华”的团队也尝试使用成年猴的细胞核，但这比上述的成功实验要难得多：他们给42位代孕母猴移植了卵细胞，有22只受孕，尽管有两只母猴成功产下两只幼猴，但两只幼猴出生后不久都已夭折。

## 应用
据中国科学院上海神经科学研究所所长蒲慕明介绍，这项技术重在可以产生基因相同的猴以用于动物试验。而在科研中，食蟹猕猴已经成为一种用来研究动脉粥样硬化的模式生物。2018年1月，蒲慕明在美国全国公共广播电台的栏目《All Things Considered》中提及帕金森氏症、阿茲海默症等，以强调神经科学的重要性时，提出上述观点。
中国科学院院長白春禮說，中国将开启体细胞克隆猴模型动物的时代，中国在相关领域开始领跑世界。孙强在接受香港文汇报在1月25日采访时则坦言美日技术紧追，并且表示未来将克隆基因编辑处理后的实验用猴，便利帕金森症、阿尔茨海默症和癌症等疾病研究，要将技术及早服务于人。
两只克隆猴的诞生却也引起了生物倫理學家的担忧。凱斯西儲大學的Insoo Hyun质疑这是否意味着下一个被克隆的物种是人类。然而，蒲慕明告诉《All Things Considered》栏目：“理论上克隆人类是可行的……但是我们并不会那么做。（我们）绝对没有对人类做什么的打算。（Technically speaking one can clone human[s]... But we're not going to do it. There's absolutely no plan to do anything on humans.）”
尽管上海的科研团队在一开始就遵循了美国国立卫生研究院（National Institute of Health）的动物研究方针，但实际上，中国关于动物试验的法规并没有很多其它在进行类似实验的国家严格。蒲慕明表示鼓励各国科学家能够探讨背后的伦理准则，因为未来的试验都有赖于严格的伦理准则。